# Il meglio (Stefano Rosso)
Il meglio è una raccolta del cantautore italiano Stefano Rosso, pubblicato nel 2001 dall'etichetta discografica D.V. More Record.

## Descrizione
Si tratta di un'antologia pubblicata dall'etichetta D.V. More Record, contenente cinque brani inediti (Preghiera, Nuvole, Quando nonna andava col tranvai, Neurologico reggae e Calipso) e dieci vecchie canzoni riproposte con nuove sonorità.
I testi, le musiche e gli arrangiamenti sono di Stefano Rosso; le registrazioni e i missaggi sono stati effettuati presso lo "Studio M" a Manziana da Massimo Paffi.

## Tracce
1. Il circo – 3:34
2. Letto 26 – 3:15
3. Pane e latte – 1:49
4. Libertà e scusate se è poco – 3:50
5. Preghiera – 3:10
6. Una storia disonesta – 2:38
7. Nuvole – 3:11
8. E allora senti cosa fò – 2:57
9. Quando nonna andava col tranvai – 2:27
10. Odio chi – 2:53
11. Neurologico reggae – 3:51
12. Malati di Far West – 4:01
13. Ragazza sola – 2:50
14. Canzone per un anno – 6:28
15. Calipso – 3:40

Durata totale: 50:34